# 澄豪 (平安時代)
澄豪（ちょうごう、長承4年（1049年）－長承2年8月21日（1133年9月21日））は、平安時代後期の天台宗の僧侶。恵光房流の祖。

## 経歴
比叡山の清朝・隆範の下で学び、北谷の慧光坊に住んで、『総持抄』『理界印義』『智界印義』など、多くの著書を著す。永久元年（1113年）に北京二会（円宗寺法華会・法勝寺大乗会）の講師を務め、大治4年（1129年）には権律師に任ぜられるが、翌年には辞任する。長耀・弁覚・永弁・智海など多くの門人を育てた。